# Molón de Rodas
Molón de Rodas o Apolonio Molón (en griego antiguo: Ἀπολλώνιος ὁ Μόλων) fue un retórico griego del siglo I a. C. que desarrolló su labor principalmente en Rodas.

## Vida
Se le conoce también como Alabandense por haber nacido en Alabanda, en Caria. Era unos años más joven que el retórico Apolonio Malaco, también nacido en Alabanda. Fue discípulo de Menecles. Marchó a Rodas, donde se estableció y ganó fama de buen orador. Por ello, fue elegido para viajar a Roma, en los años 87 y 81 a. C., al frente de dos embajadas que los rodios enviaron ante su Senado. Mientras la primera fue con motivo de parlamentar la paz por haberse puesto del lado de Mitrídates VI durante las Guerras Mitridáticas, la segunda, recibida en el senado, se organizó para tratar del regreso a la autoridad de Rodas de los Caunios. Cicerón aprovechó su segunda visita para conocerle, acudiendo a oírle regularmente.
Gracias al prestigio que alcanzó con sendas embajadas, tanto entre los romanos como en Rodas, pudo abrir una escuela propia en la segunda ciudad y convertirse en el maestro de personajes tan ilustres de su época como Cicerón, Julio César, o Servio Sulpicio Rufo, entre otros, a quienes enseñó dialéctica y retórica.
Gran admirador de la tradición cultural persa (y duro crítico de la judía), imitaba la costumbre persa de maltratar a las mujeres de los otros y cometer atropellos contra niños. Se desconoce dónde murió, pero de lo que sobre él cuenta Flavio Josefo puede inferirse que regresó a su ciudad natal, o a alguna otra con una fuerte impronta cultural persa, donde se le ejecutó acusado de helenizar, aunque lo más lógico es pensar que murió pacíficamente en Rodas, la ciudad donde forjó su fama.

## Obra
Nada se conserva de ella, salvo la noticia de que, en uno de sus escritos, analizó la figura de Homero.

## Anécdota
Estando Cicerón recibiendo sus clases, un día Apolonio le pidió que hablase públicamente en griego, con la excusa de que no sabía ni entendía el latín. Cicerón así lo hizo, y con tanta elocuencia, que maravilló a cuantos allí estaban, los cuales se deshicieron en elogios hacia él, todos, menos Apolonio, que permaneció inmóvil y no dijo nada. Entonces Cicerón, algo molesto con su extraña actitud, le exhortó a que le dijese algo, respondiéndole Apolonio «a ti, oh Cicerón, te admiro y te alabo, pero duélome de la suerte de Grecia, al ver que los únicos bienes y ornamentos que nos habían quedado, la ilustración y la elocuencia, son también por ti ahora trasladados a Roma».